# Општина Улма (Сучава)
Улма (рум. Ulma) општина је у Румунији у округу Сучава.
Oпштина се налази на надморској висини од 946 m.